# Ангел Йорденеску
Анґєл Йорденєску (рум. Anghel Iordănescu, нар. 4 травня 1950, Ясси, Румунія) — румунський футболіст, що грав на позиції нападника. По завершенні ігрової кар'єри — тренер. Батько іншого румунського футбольного тренера Едварда Йорденєску.
Дворазовий чемпіон Румунії. П'ятиразовий володар Кубка Румунії. Володар Кубка чемпіонів УЄФА. Чотириразовий чемпіон Румунії (як тренер). Дворазовий володар Кубка Румунії (як тренер). Володар Суперкубка УЄФА (як тренер). 

## Клубна кар'єра
Вихованець футбольної школи клубу «Стяуа». Дорослу футбольну кар'єру розпочав 1968 року в основній команді того ж клубу, в якій провів чотирнадцять сезонів, взявши участь у 317 матчах чемпіонату. Більшість часу, проведеного у складі «Стяуа», був основним гравцем атакувальної ланки команди. За цей час двічі виборював титул чемпіона Румунії.
Протягом 1982–1984 років захищав кольори команди клубу ОФІ.
Завершив професійну ігрову кар'єру у клубі «Стяуа», у складі якого вже виступав раніше. Прийшов до команди 1985 року, захищав її кольори до припинення виступів на професійному рівні у 1986. За цей час додав до переліку своїх трофеїв титул володаря Кубка чемпіонів УЄФА, ставав володарем Суперкубка УЄФА.

## Виступи за збірну
1971 року дебютував в офіційних матчах у складі національної збірної Румунії. Протягом кар'єри у національній команді, яка тривала 11 років, провів у формі головної команди країни 57 матчів, забивши 21 гол.

### Голи за збірну
| Голи Анґєла Йорденєску за збірну | Голи Анґєла Йорденєску за збірну | Голи Анґєла Йорденєску за збірну | Голи Анґєла Йорденєску за збірну | Голи Анґєла Йорденєску за збірну | Голи Анґєла Йорденєску за збірну | Голи Анґєла Йорденєску за збірну |
| Номер                            | Дата                             | Місце зустрічі                   | Суперник                         | Гол                              | Результат                        | Змагання                         |
| -------------------------------- | -------------------------------- | -------------------------------- | -------------------------------- | -------------------------------- | -------------------------------- | -------------------------------- |
| 1                                | 22 вересня 1971                  | Гельсінкі, Фінляндія             | Фінляндія                        | 1–0                              | 4–0                              | Кваліфікація до Євро-1972        |
| 2                                | 8 квітня 1972                    | Бухарест, Румунія                | Франція                          | 1–0                              | 2–0                              | Товариський                      |
| 3                                | 29 травня 1974                   | Бухарест, Румунія                | Греція                           | 1–1                              | 3–1                              | Балканський кубок                |
| 4                                | 29 травня 1974                   | Бухарест, Румунія                | Греція                           | 2–1                              | 3–1                              | Балканський кубок                |
| 5                                | 12 жовтня 1975                   | Бухарест, Румунія                | Туреччина                        | 1–1                              | 2–2                              | Балканський кубок                |
| 6                                | 16 листопада 1975                | Бухарест, Румунія                | Іспанія                          | 2–2                              | 2–2                              | Кваліфікація до Євро-1976        |
| 7                                | 23 березня 1977                  | Бухарест, Румунія                | Туреччина                        | 4–0                              | 4–0                              | Балканський кубок                |
| 8                                | 8 травня 1977                    | Загреб, Югославія                | Югославія                        | 2–0                              | 2–0                              | Кваліфікація до ЧС-1978          |
| 9                                | 14 серпня 1977                   | Рабат, Марокко                   | Чехословаччина                   | 3–1                              | 3–1                              | Товариський                      |
| 10                               | 13 листопада 1977                | Бухарест, Румунія                | Югославія                        | 2–2                              | 4–6                              | Кваліфікація до ЧС-1978          |
| 11                               | 5 травня 1978                    | Бухарест, Румунія                | Болгарія                         | 1–0                              | 2–0                              | Балканський кубок                |
| 12                               | 31 травня 1978                   | Софія, Болгарія                  | Болгарія                         | 1–1                              | 1–1                              | Балканський кубок                |
| 13                               | 11 жовтня 1978                   | Бухарест, Румунія                | Польща                           | 1–0                              | 1–0                              | Товариський                      |
| 14                               | 25 жовтня 1978                   | Бухарест, Румунія                | Югославія                        | 3–1                              | 3–2                              | Кваліфікація до ЧЄ-1980          |
| 15                               | 27 серпня 1980                   | Бухарест, Румунія                | Югославія                        | 1–0                              | 4–1                              | Балканський кубок                |
| 16                               | 27 серпня 1980                   | Бухарест, Румунія                | Югославія                        | 3–0                              | 4–1                              | Балканський кубок                |
| 17                               | 27 серпня 1980                   | Бухарест, Румунія                | Югославія                        | 4–1                              | 4–1                              | Балканський кубок                |
| 18                               | 10 вересня 1980                  | Варна, Болгарія                  | Болгарія                         | 2–1                              | 2–1                              | Товариський                      |
| 19                               | 24 вересня 1980                  | Осло, Норвегія                   | Норвегія                         | 1–1                              | 1–1                              | Кваліфікація до ЧС-1982          |
| 20                               | 15 жовтня 1980                   | Бухарест, Румунія                | Англія                           | 2–1                              | 2–1                              | Кваліфікація до ЧС-1982          |
| 21                               | 25 березня 1981                  | Бухарест, Румунія                | Польща                           | 2–0                              | 2–0                              | Товариський                      |

## Кар'єра тренера
Розпочав тренерську кар'єру, ще продовжуючи грати на полі, 1984 року, увійшовши до тренерського штабу клубу «Стяуа».
Надалі очолював команди «Стяуа», «Анортосіс», збірну Румунії, Греції, «Аль-Хіляль», «Рапід» (Бухарест) та «Аль-Айн».
Під час першої каденції у збірній Румунії протягом 1993–1998 років виводив національну команду на чемпіонат світу 1994 (дійшла до чвертьфіналу — найкраще досягнення збірної на чемпіонатах світу), чемпіонат Європи 1996 (останнє місце у групі, де також були Франція, Іспанія та Болгарія) та чемпіонат світу 1998 (1/8 фіналу).
2014 року повторно очолив тренерський штаб національної збірної Румунії, з якою вийшов на чемпіонат Європи 2016. По завершенні цього турніру залишив збірну.

## Титули і досягнення

### Як гравця
- Чемпіон Румунії: 1975-76, 1977-78
- Володар кубка Румунії: 1968-69, 1969-70, 1970-71, 1975-76, 1978-79
- Володар Кубка чемпіонів УЄФА: 1985–86
- Найкращий бомбардир Чемпіонату Румунії: 1981-82

### Як тренера
- Чемпіон Румунії: 1986-87, 1987-88, 1988-89, 1992-93
- Володар кубка Румунії: 1986-87, 1988-89
- Володар Суперкубка Європи: 1986
- Переможець Ліги чемпіонів АФК: 1999-2000, 2005
- Володар Кубок Президента ОАЕ: 2000-01